# Edward Sackville, 4:e earl av Dorset
Edward Sackville, 4:e earl av Dorset, född 1591, död den 17 juli 1652, var en engelsk politiker. Han var sonson till Thomas Sackville, 1:e earl av Dorset och farfar till Charles Sackville, 6:e earl av Dorset.
Sackville stred 1620 i striden för Fredrik V:s böhmiska krona på Vita berget, ärvde 1624 earlvärdigheten efter sin äldre bror och blev 1628 drottning Henrietta Marias överkammarherre. Han sökte under inbördeskriget förgäves verka för en fredlig uppgörelse mellan kungen och parlamentet.